# Alejo Lascano (Manabí)
Alejo Lascano oder kurz Lascano ist eine Ortschaft und eine Parroquia rural („ländliches Kirchspiel“) im Kanton Paján der ecuadorianischen Provinz Manabí. Die Parroquia besitzt eine Fläche von 143,8 km². Die Einwohnerzahl lag im Jahr 2010 bei 5177. Der Hauptort hieß ursprünglich "Las Cañas" und wird heute "Lascano" genannt. Am 25. Januar 1934 wurde die Parroquia Alejo Lascano im Kanton Jipijapa gegründet. Namensgeber war Alejo Lascano (1840–1904), ein ecuadorianischer Mediziner und Chirurg.

## Lage
Die Parroquia Alejo Lascano liegt am Ostrand der Cordillera Costanera. Der etwa 62 m hoch gelegene Hauptort Lascano befindet sich 22 km östlich des Kantonshauptortes Paján. Der Río Lascano, ein linker Nebenfluss des Río Colimes und somit im Einzugsgebiet des Río Daule, entwässert das Areal in südsüdöstlicher Richtung.
Die Parroquia Alejo Lascano grenzt im Norden an den Kanton Olmedo, im Osten und im Süden an die Provinz Guayas mit den Parroquias Colimes und San Jacinto (beide im Kanton Colimes), im Südwesten an die Parroquia Campozano sowie im Westen und im Nordwesten an die Parroquia Sixto Durán Ballén (Kanton 24 de Mayo).